# Lukáš Dlouhý
Lukáš Dlouhý (* 9. April 1983 in Písek, damals Tschechoslowakei) ist ein ehemaliger tschechischer Tennisspieler.

## Karriere
Der Doppelspezialist konnte zehn Turniererfolge im Doppel auf der ATP Tour feiern und 16 weitere Male ein Finale erreichen. Im Jahr 2007 gelang ihm gemeinsam mit Landsmann Pavel Vízner der Einzug in die Doppelfinals der French Open sowie der US Open. Bei beiden Grand-Slam-Turnieren unterlagen sie jedoch im Endspiel. Ab 2008 spielte Dlouhý an der Seite von Leander Paes und konnte mit ihm noch im selben Jahr den ersten gemeinsamen Titelgewinn feiern. 2009 siegte er mit Paes sowohl bei den US Open, als auch bei den French Open, was seine größten Erfolge waren. 2010 gewannen die beiden das Masters in Miami.
Seine höchste Einzelplatzierung in der Weltrangliste erreichte Dlouhý mit Rang 73 im April 2006. Im Doppel konnte er im November 2007 bis auf Platz 5 vorstoßen.
Dlouhý spielte seit 2006 für die tschechische Davis-Cup-Mannschaft, in der er in neun Begegnungen zum Einsatz kam und eine Bilanz von 6:6 erreichte.

## Erfolge
| Legende (Anzahl der Siege)                         |
| Grand Slam (2)                                     |
| Tennis Masters Cup ATP World Tour Finals           |
| ATP Masters Series ATP World Tour Masters 1000 (1) |
| ATP International Series Gold ATP World Tour 500   |
| ATP International Series ATP World Tour 250 (7)    |
| ATP Challenger Tour (18)                           |

| ATP-Titel nach Belag |
| Hartplatz (5)        |
| Sand (5)             |
| Rasen (0)            |

### Einzel

#### Turniersiege
| Nr. | Datum            | Turnier | Belag         | Finalgegner      | Ergebnis       |
| --- | ---------------- | ------- | ------------- | ---------------- | -------------- |
| 1.  | 8. Mai 2005      | Ostrava | Sand          | Nicolas Devilder | 6:4, 7:64      |
| 2.  | 7. August 2005   | Trani   | Sand          | Simone Bolelli   | 6:4, 6:4       |
| 3.  | 12. Februar 2006 | Breslau | Hartplatz (i) | Tomáš Zíb        | 7:62, 2:6, 6:3 |
| 4.  | 17. August 2008  | Bronx   | Hartplatz     | Leonardo Mayer   | 6:0, 6:1       |

### Doppel

#### Turniersiege

##### ATP World Tour
| Nr. | Datum              | Turnier             | Belag         | Partner         | Finalgegner                           | Ergebnis          |
| --- | ------------------ | ------------------- | ------------- | --------------- | ------------------------------------- | ----------------- |
| 1.  | 20. Februar 2006   | Costa do Sauípe (1) | Sand          | Pavel Vízner    | Mariusz Fyrstenberg Marcin Matkowski  | 6:1, 4:6, [10:3]  |
| 2.  | 1. Mai 2006        | Estoril             | Sand          | Pavel Vízner    | Leoš Friedl Lucas Arnold Ker          | 6:3, 6:1          |
| 3.  | 12. Februar 2007   | Costa do Sauípe (2) | Sand          | Pavel Vízner    | Albert Montañés Rubén Ramírez Hidalgo | 6:2, 7:6          |
| 4.  | 23. Juli 2007      | Umag                | Sand          | Michal Mertiňák | Jaroslav Levinský David Škoch         | 6:1, 6:1          |
| 5.  | 21. September 2008 | Bangkok             | Hartplatz (i) | Leander Paes    | Scott Lipsky David Martin             | 6:4, 7:64         |
| 6.  | 6. Juni 2009       | French Open         | Sand          | Leander Paes    | Wesley Moodie Dick Norman             | 3:6, 6:3, 6:2     |
| 7.  | 13. September 2009 | US Open             | Hartplatz     | Leander Paes    | Mahesh Bhupathi Mark Knowles          | 3:6, 6:3, 6:2     |
| 8.  | 3. April 2010      | Miami               | Hartplatz     | Leander Paes    | Mahesh Bhupathi Maks Mirny            | 6:2, 7:5          |
| 9.  | 9. Januar 2011     | Brisbane            | Hartplatz     | Paul Hanley     | Robert Lindstedt Horia Tecău          | 6:4, aufgg.       |
| 10. | 16. Januar 2011    | Sydney              | Hartplatz     | Paul Hanley     | Bob Bryan Mike Bryan                  | 6:76, 6:3, [10:5] |

##### ATP Challenger Tour
| Nr. | Datum              | Turnier        | Belag         | Partner         | Finalgegner                       | Ergebnis          |
| --- | ------------------ | -------------- | ------------- | --------------- | --------------------------------- | ----------------- |
| 1.  | 11. November 2001  | Prag III (1)   | Hartplatz (i) | David Miketa    | Karol Beck Igor Zelenay           | 6:1, 4:6, 6:3     |
| 2.  | 28. November 2004  | Prag III (2)   | Teppich (i)   | Igor Zelenay    | Jan Minář Jaroslav Pospíšil       | 6:3, 3:6, 7:65    |
| 3.  | 6. Februar 2005    | Breslau        | Hartplatz (i) | Martin Štěpánek | Jason Marshall Huntley Montgomery | 6:2, 5:7, 6:4     |
| 4.  | 10. April 2005     | Mexiko-Stadt   | Sand          | Pavel Šnobel    | Marcos Daniel Flávio Saretta      | 6:2, 1:6, 6:3     |
| 5.  | 5. Juni 2005       | Prostějov      | Sand          | David Škoch     | Jan Hájek Jan Mašík               | 5:7, 6:3, 7:65    |
| 6.  | 14. August 2005    | San Marino (1) | Sand          | David Škoch     | Jeff Coetzee Chris Haggard        | 3:6, 6:4, 6:3     |
| 7.  | 20. November 2005  | Dnipro         | Hartplatz (i) | David Škoch     | Tomáš Cibulec Lovro Zovko         | 7:5, 6:4          |
| 8.  | 4. Mai 2008        | Prag           | Sand          | Petr Pála       | Dušan Karol Jaroslav Pospíšil     | 6:72, 6:4, [10:6] |
| 9.  | 17. August 2008    | Bronx          | Hartplatz     | Tomáš Zíb       | Andreas Beck Martin Fischer       | 3:6, 6:4, [11:9]  |
| 10. | 12. August 2012    | San Marino (2) | Sand          | Michal Mertiňák | Stefano Ianni Matteo Viola        | 1:6, 7:63, [11:9] |
| 11. | 18. August 2012    | Cordenons      | Sand          | Michal Mertiňák | Philipp Marx Florin Mergea        | 5:7, 7:5, [10:7]  |
| 12. | 16. September 2012 | Istanbul       | Hartplatz     | Karol Beck      | Adrián Menéndez John Peers        | 3:6, 6:2, [10:6]  |
| 13. | 30. September 2012 | Orléans        | Hartplatz (i) | Gilles Müller   | Xavier Malisse Ken Skupski        | 6:2, 6:75, [10:7] |
| 14. | 11. November 2012  | Bratislava     | Hartplatz (i) | Michail Jelgin  | Philipp Marx Florin Mergea        | 6:75, 6:2, [10:6] |

#### Finalteilnahmen
| Nr. | Datum              | Turnier          | Belag         | Partner          | Finalgegner                             | Ergebnis         |
| --- | ------------------ | ---------------- | ------------- | ---------------- | --------------------------------------- | ---------------- |
| 1.  | 10. April 2006     | Valencia         | Sand          | Pavel Vízner     | David Škoch Tomáš Zíb                   | 4:6, 3:6         |
| 2.  | 26. Februar 2007   | Acapulco         | Sand          | Pavel Vízner     | Potito Starace Martín Vassallo Argüello | 0:6, 2:6         |
| 3.  | 27. August 2007    | US Open (1)      | Hartplatz     | Pavel Vízner     | Simon Aspelin Julian Knowle             | 5:7, 4:6         |
| 4.  | 28. Mai 2007       | French Open (1)  | Sand          | Pavel Vízner     | Mark Knowles Daniel Nestor              | 6:2, 3:6, 4:6    |
| 5.  | 9. Juni 2008       | Halle            | Rasen         | Leander Paes     | Michail Juschny Mischa Zverev           | 6:3, 4:6, [3:10] |
| 6.  | 25. August 2008    | US Open (2)      | Hartplatz     | Leander Paes     | Bob Bryan Mike Bryan                    | 6:75, 6:710      |
| 7.  | 29. September 2008 | Tokio            | Hartplatz     | Leander Paes     | Michail Juschny Mischa Zverev           | 3:6, 4:6         |
| 8.  | 15. Februar 2009   | Rotterdam        | Hartplatz     | Leander Paes     | Daniel Nestor Nenad Zimonjić            | 2:6, 5:7         |
| 9.  | 10. Januar 2010    | Brisbane         | Hartplatz     | Leander Paes     | Jérémy Chardy Marc Gicquel              | 3:6, 6:75        |
| 10. | 28. Februar 2010   | Dubai            | Hartplatz     | Leander Paes     | Simon Aspelin Paul Hanley               | 2:6, 3:6         |
| 11. | 6. Juni 2010       | French Open (2)  | Sand          | Leander Paes     | Daniel Nestor Nenad Zimonjić            | 5:7, 2:6         |
| 12. | 19. Juni 2010      | 's-Hertogenbosch | Rasen         | Leander Paes     | Robert Lindstedt Horia Tecău            | 6:1, 5:7, [7:10] |
| 13. | 25. September 2011 | Metz             | Hartplatz (i) | Marcelo Melo     | Jamie Murray André Sá                   | 4:6, 6:77        |
| 14. | 28. April 2013     | Bukarest         | Sand          | Oliver Marach    | Maks Mirny Horia Tecău                  | 6:4, 4:6, [6:10] |
| 15. | 3. August 2013     | Kitzbühel        | Sand          | František Čermák | Martin Emmrich Christopher Kas          | 4:6, 3:6         |
| 16. | 12. April 2014     | Casablanca       | Sand          | Tomasz Bednarek  | Jean-Julien Rojer Horia Tecău           | 2:6, 2:6         |